# Ayashimon
Ayashimon (アヤシモン) est un shōnen manga écrit et dessiné par Yūji Kaku. Il est prépublié du 15 novembre 2021 au 30 mai 2022 dans le Weekly Shōnen Jump, puis publié en volumes reliés par l'éditeur japonais Shūeisha. La série est publiée en version française par Crunchyroll à partir d'avril 2023.

## Synopsis
L'histoire se centre sur Maruo, un garçon avec une force surhumaine. Après avoir passé la journée à chercher un travail, il fait la rencontre d'Urara, une jeune fille qui tente d'échapper aux voyous de la pègre...

## Manga
Le manga Ayashimon est dessiné par Yūji Kaku. La série a été publiée du 50e numéro du Weekly Shōnen Jump publié le 15 novembre 2021, au 26e numéro du même magazine publié le 30 mai 2022. Depuis, la série est éditée sous forme de volumes reliés par Shūeisha et compte au total 3 tomes,.
En octobre 2022, Crunchyroll annone la publication de la série en version française à partir d'avril 2023.

### Liste des volumes
| no | Japonais       | Japonais          | Français       | Français          |
| no | Date de sortie | ISBN              | Date de sortie | ISBN              |
| --- | -------------- | ----------------- | -------------- | ----------------- |
| 1 | 4 mars 2022    | 978-4-08-882329-4 | 19 avril 2023  | 978-2-82-034605-6 |
| Liste des chapitres : - Chapitre 1 : 遊んでやるよ、どチンピラ (Asonde Yaru-yo, Dochinpira) - Chapitre 2 : さすがバケモンバトル！ (Sasuga Bakemon Batoru!) - Chapitre 3 : 食べたいトコしか食べない主義でね (Tabetai Toko Shika Tabenai Shugide ne) - Chapitre 4 : 怖くて怖くて逃げちまう (Kowakute Kowakute Nigechimau) - Chapitre 5 : 稀なる人間 (Mare Naru Ningen) - Chapitre 6 : 俺の前でその名を呼ぶなよ (Ore no Mae de Sono Na o Yobu na Yo) - Chapitre 7 : こりゃいい作品になりそうだ (Korya Ī Sakuhin ni Narisō da)                    |                |                   |                |                   |
| 2 | 3 juin 2022    | 978-4-08-883141-1 | 14 juin 2023   | 978-2-82-034619-3 |
| Liste des chapitres : - Chapitre 8 : 趣味が悪いとか言わないでね (Shumi ga Warui Toka Iwanaide ne) - Chapitre 9 : ぶっ殺されても渡さねえ (Bukkoro Sarete mo Watasa nē) - Chapitre 10 : 違います (Chigaimasu) - Chapitre 11 : 〝親子〞だろ ("Oyako" Daro) - Chapitre 12 : でっけえ翼 (Dekkē Tsubasa) - Chapitre 13 : もう絶対に負けたくねえ (Mō Zettai ni Maketaku nē) - Chapitre 14 : テメーはどうだ (Temē wa Dōda) - Chapitre 15 : どんな時でも楽しそうだ (Don'na Toki Demo Tanoshi-sōda) - Chapitre 16 : アンタだけなんだ (Anta Dake Nanda) |                |                   |                |                   |
| 3 | 4 août 2022    | 978-4-08-883199-2 | 23 août 2023   | 978-2-82-034636-0 |
| Liste des chapitres : - Chapitre 17 : ようこそ (Yōkoso) - Chapitre 18 : 誰なんだお前らは (Darena Nda Omaera) - Chapitre 19 : 拾えるまでグッバイ (Hiroeru Made Gubbai) - Chapitre 20 : もはやぬるい (Mohaya Nurui) - Chapitre 21 : おふぐり (O-Fuguri) - Chapitre 22 : 一蓮托生だからね (Ichi ren Takushōdakara ne) - Chapitre 23 : 消す者 (Kesu Mono) - Chapitre 24 : 一人じゃ無理だな (Hitori ja Murida na) - Chapitre 25 : ウララ組 (Urara Gumi)                                                                                           |                |                   |                |                   |

### Sources
1. ↑  « Le Shonen Jump propose trois nouveaux mangas – dont l'un est signé Yûji Kaku (Mise-à-jour) », sur Anime News Network, 8 novembre 2021 (consulté le 1er septembre 2022)
2. ↑  (ja) « 「地獄楽」の賀来ゆうじが描く“妖しき極道譚”「アヤシモン」がジャンプで始動 », sur natalie.mu,‎ 15 novembre 2021 (consulté le 1er septembre 2022)
3. ↑  « Le manga Ayashimon arrive son terme », sur Anime News Network, 30 mai 2022 (consulté le 1er septembre 2022)
4. ↑  « Crunchyroll annonce le manga Ayashimon, 23 Octobre 2022 », sur manga-news.com (consulté le 23 octobre 2022)

### Œuvres
Édition japonaise
1. 1 2 3  Tome 1
2. 1 2 3  Tome 3
3. 1 2  Tome 2

Édition française
1. 1 2  Tome 1
2. 1 2  Tome 2
3. 1 2  Tome 3